# Холенфельс (замок, Рейнланд-Пфальц)
Холенфельс (нем. Burg Hohlenfels) — средневековый замок над городом Мудерсхаузен в районе Рейн-Лан в земле Рейнланд-Пфальц в Германии. Все сооружения комплекса находится в частной собственности. На территории замка (который обитаем) по специальной договорённости с владельцами возможно проведение частных мероприятий.

## Местоположение
Замок расположен на высоте 231 метр над уровнем моря между коммуной Ханштеттен и городком Мудерсхаузен на известняковой скале над долиной Холенфельсбах. Скала имеет крутые склоны с трёх сторон и возвышается на 60 метров над окрестностями. С юго-запада плато прикрыто лесной зоной Фоссенхельде.

## История

### Средние века
В 1326 году часть скалы обрушилась на резиденцию графа Герлаха I, представителя рода Нассау. Кроме усадьбы графа под скалой располагалась деревня Холенфельс.
Около 1353 года граф Йоханнс фон Нассау-Вайльбург-Саарбрюккен (скончался в 1371 году) доверил управление окрестными землями Даниелю фон Лангенау (скончался в 1389 году), который и основал замок Холенфельс. Предполагалось, что крепость поможет держать под контролем торговый маршрут между Аахеном и Нюрнбергом. Строительство замка вызвало междоусобицу с графами фон Диц, которые посчитали, что нарушены их суверенные права. В 1353 году начался судебный процесс. По его итогам допускалось строительство крепости Холенфельс. 
После смерти Даниила Хильдегера фон Лангенау в 1412 году владение сначала было разделено между мужьями его двух дочерей, а затем и их потомками и родственниками. Таким образом резиденция стала классическим видом долевого замка.  
Совместное совладение регулировалась с 1464 года особым соглашением всех собственников, которые признавали себя вассалами владельцев Нассау-Саарбрюкера и рода Диц.  
К 1464 году в замке была построена часовня. 

### Новое время
В XVI веке замок стал объектом семейных споров. После всех тяжб и конфликтов его полноправными владельцами стала семья фон Мудерсбах. После смерти Даниэля фон Мудерсбаха в 1600 году графы Нассау-Саарбрюккена в 1604 году заложили крепость его зятю Хартмуту фон Кронбергу (скончался в 1608 году) вместе с деревней Холенфельс. 
Во время Тридцатилетней войны Холенфельс был временно заброшен и частично разрушен. Одновременно в пепелище оказалась превращена и деревня Холенфельс. Лишь в 1685 году Иоганн Николаус фон Кронберг (скончался  в 1704 году) вновь предъявил права на владение замком. Он умер бездетным и правители Нассау передали феод его родственнику Гуго Фридриху Вальдекеру фон Кемпту (скончался в 1753 году). Тот построил между 1712 и 1716 годами на территории замка просторную резиденцию. Это здание пригодно для проживания и в настоящее время.  
В 1753 году замок снова вернулся в прямое владение курфюрстов Нассау. Обсуждалась реконструкция резиденции. И в 1768 году часть старых деревянных конструкций была снесена. Однако серьёзные работы так и не начались и замок продолжал разрушаться.   

### XIX век

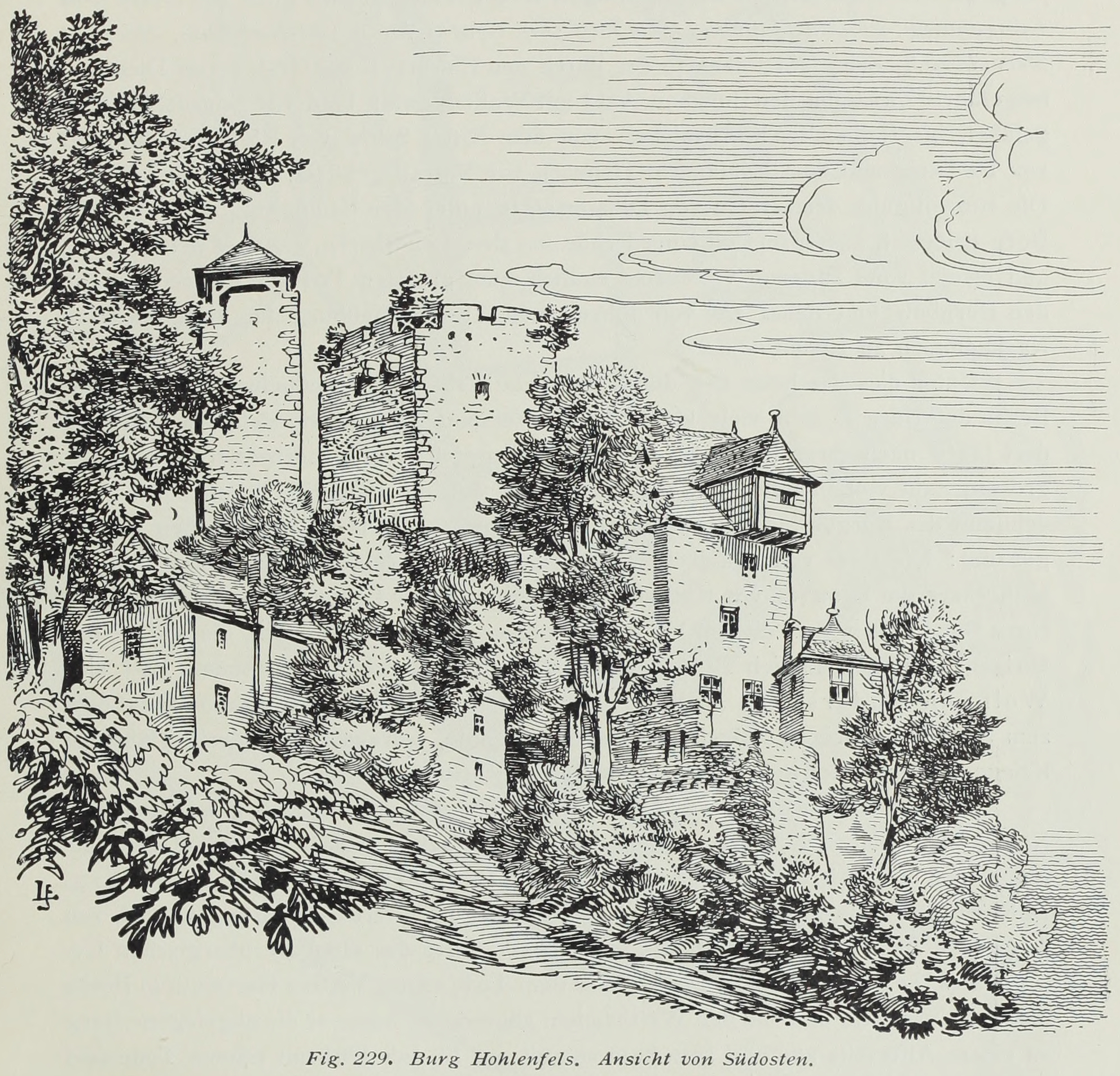
Вид руин замка на рисунке 1907 года

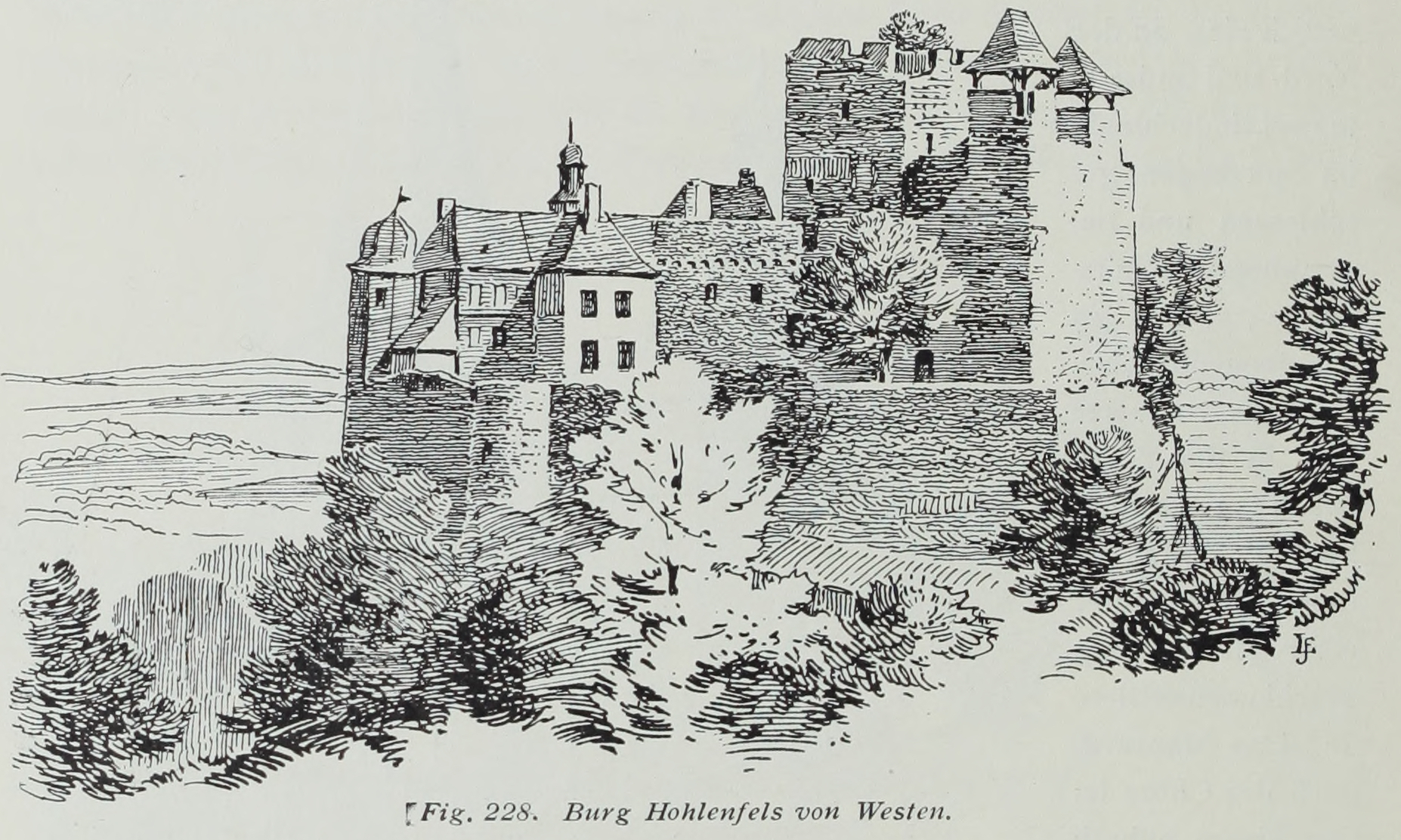
Вид замка с западной стороны на рисунке 1907 года

В эпоху наполеоновских войн, особенно в период с 1802 по 1808 год, крепость неоднократно была оккупирована французами. Позднее замок пришёл в полный упадок и фактически был заброшен.   
Несколько десятилетий он служил местом проживания лесничего.   
В 1866 году окрестные земли оказались в составе Пруссии. Но это почти никак не отразилось на печальном состоянии замка Холенфельс. Бывшая резиденция оставалась в руинах.  

### XX век
После завершения Второй мировой войны власти земли Рейнланд-Пфальц в 1947 году официально приобрели руины замка и поместье. Однако вплоть до 1963 года замок оставался необитаем. Затем власти пытались провести аукционы по продаже владения. Замок несколько раз переходил из рук в руки. Однако полноценная реставрация так и не начиналась. Был восстановлен только корпус бывшей замковой резиденции, созданной в стиле барокко в XVIII веке.   
Весной 1979 года обрушился 20-метровый участок внешней стены и восточной башни. Только после этого власти предприняли серьёзные меры для работ по консервации руин. Замок был открыт для публики только летом 2005 года. При этом работы по укреплению каменных сооружений замка продолжались. 

## Описание
С трёх сторон замок имел естественную защиту в виде отвесных скал. А с четвёртой, со стороны горного плато, подход прикрывал глубокий ров (глубиной 12 метров). Здесь же были предусмотрены основные оборонительные сооружения: каменная стена, которая имела высоту до 20 метров и толщину два метра и две башни. 
Изначально вход в замок осуществлялся через небольшие ворота, расположенные высоко на землей. К ним вёл деревянный мостик. Позднее для удобства были проделаны ворота на уровне земли.  
В прежние времена в замке имелось несколько жилых зданий. Кроме того жилые помещения были в крупных башнях. 
Замок не имел колодца. Поэтому для решения проблем с водой был выдолблен в скале во внутреннем дворе большой резервуар, наполнявшийся во время дождей. 

## Галерея

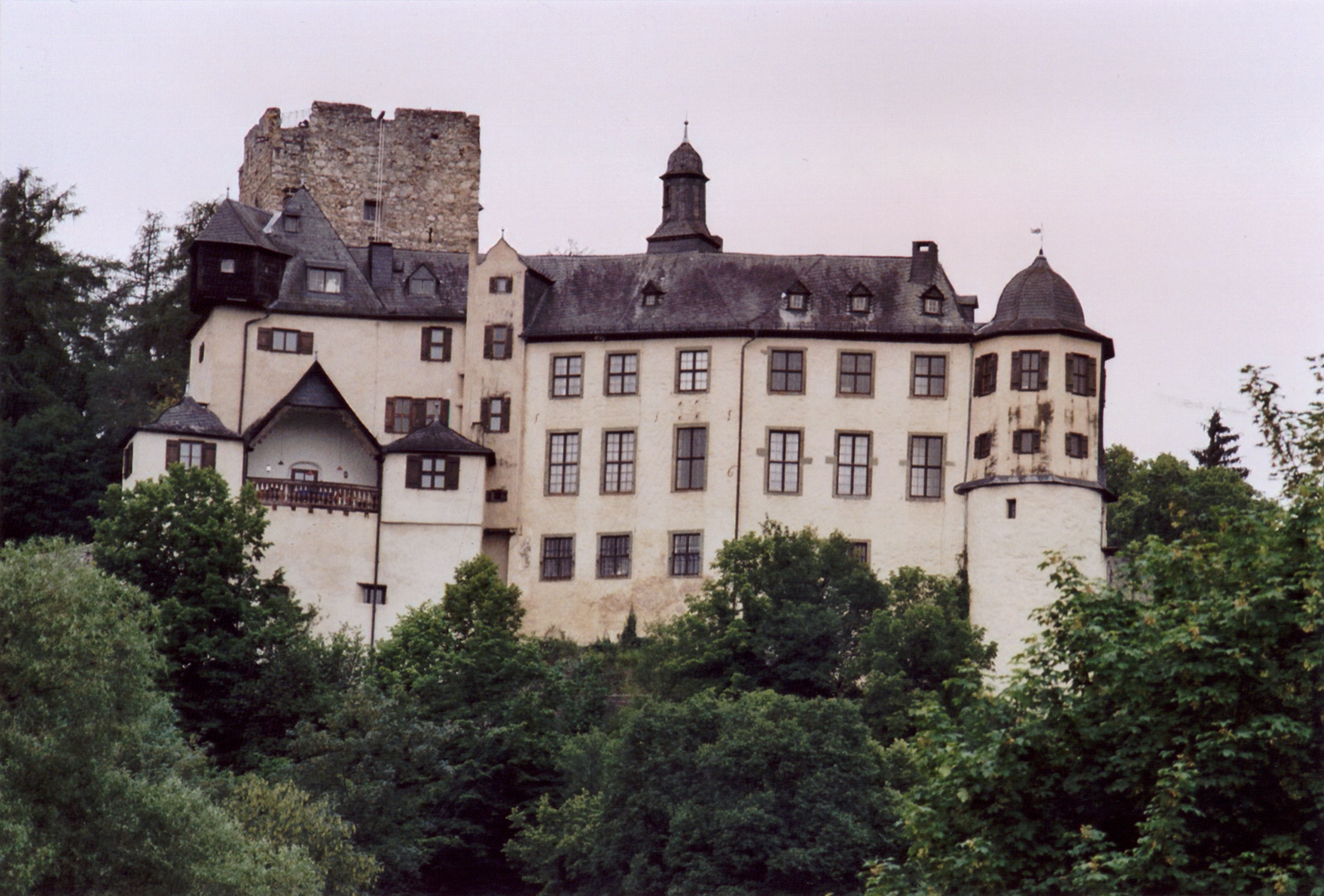
Вид замка с северо-востока
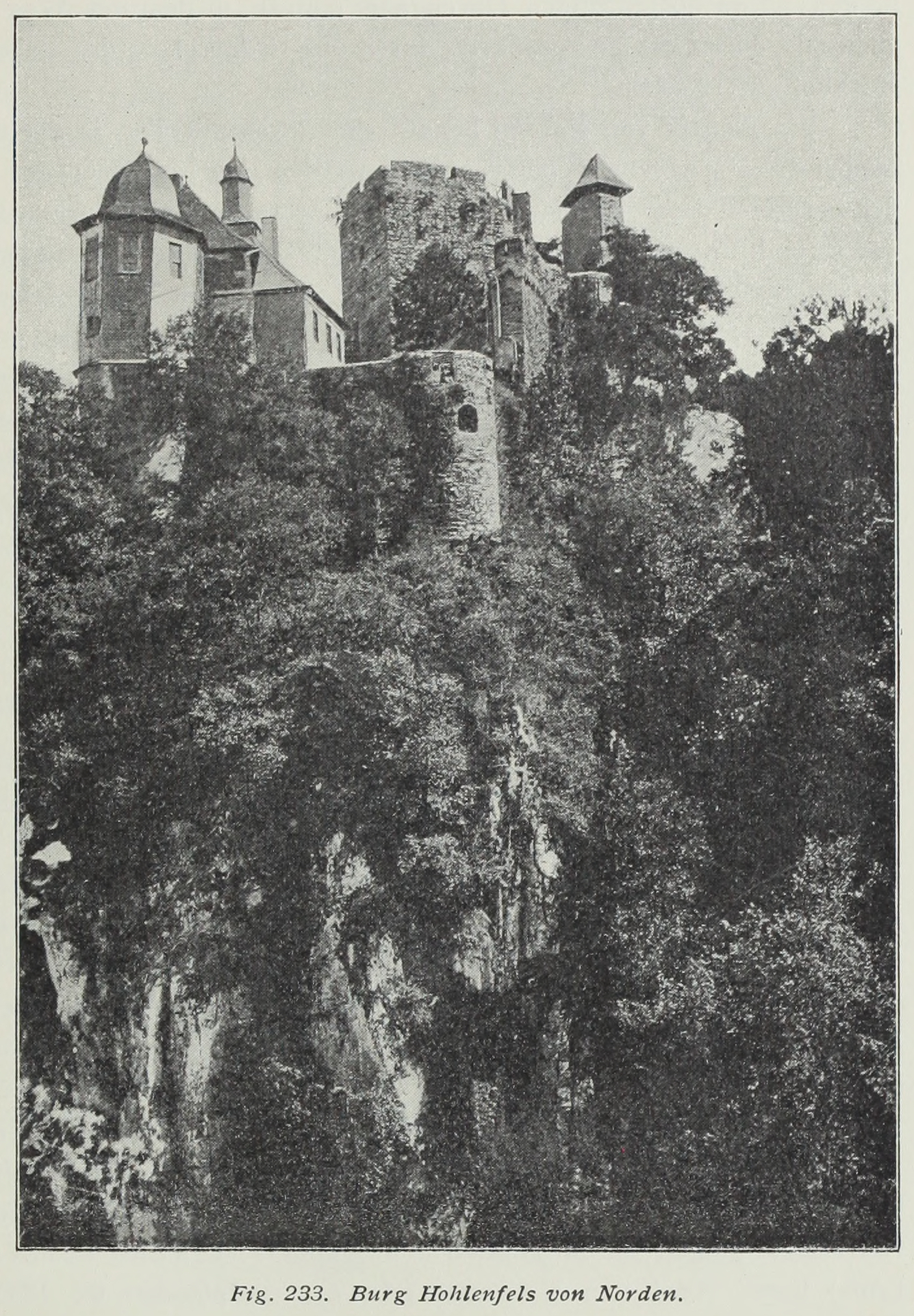
Замок на открытке 1907 года
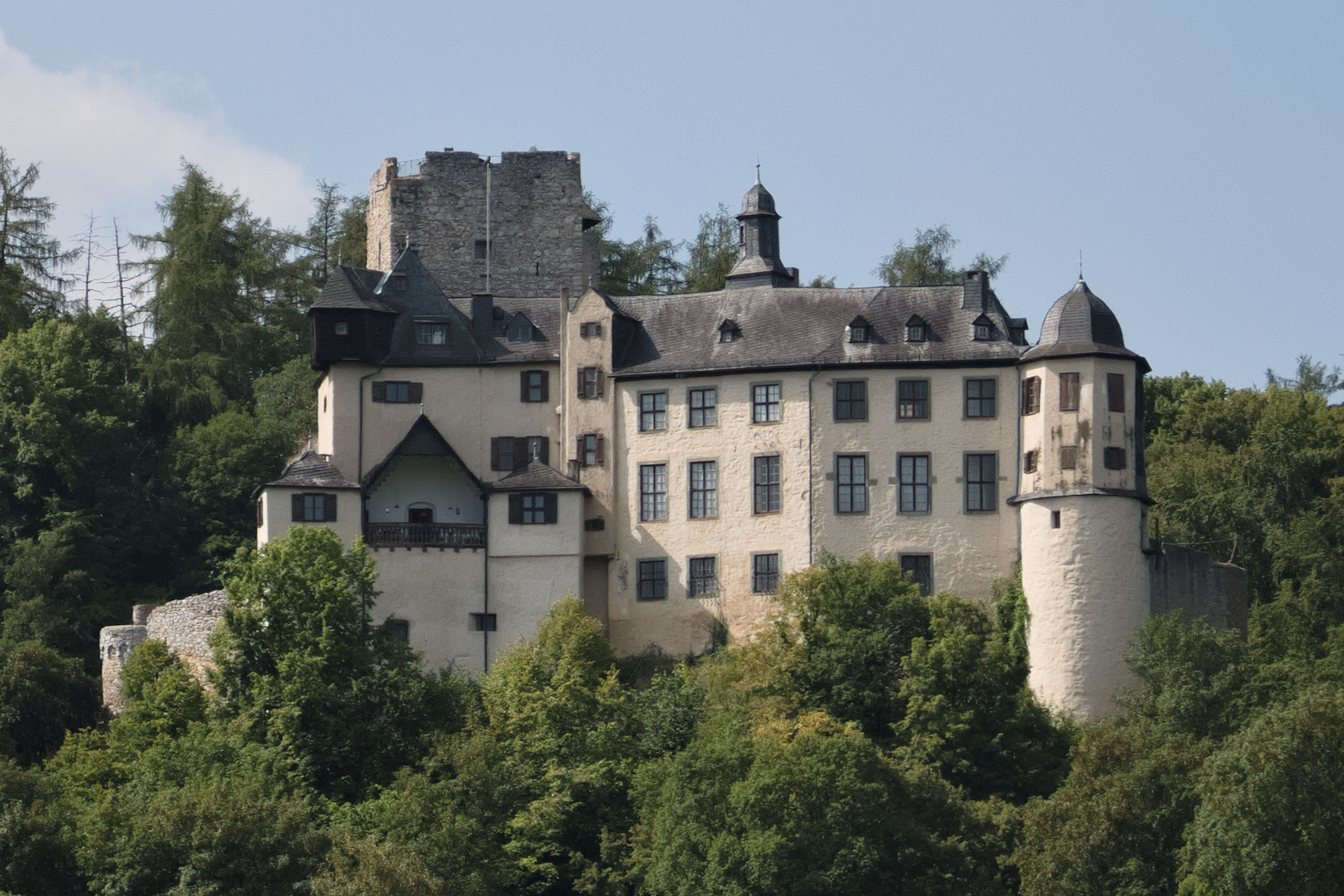
Жилое здание замка
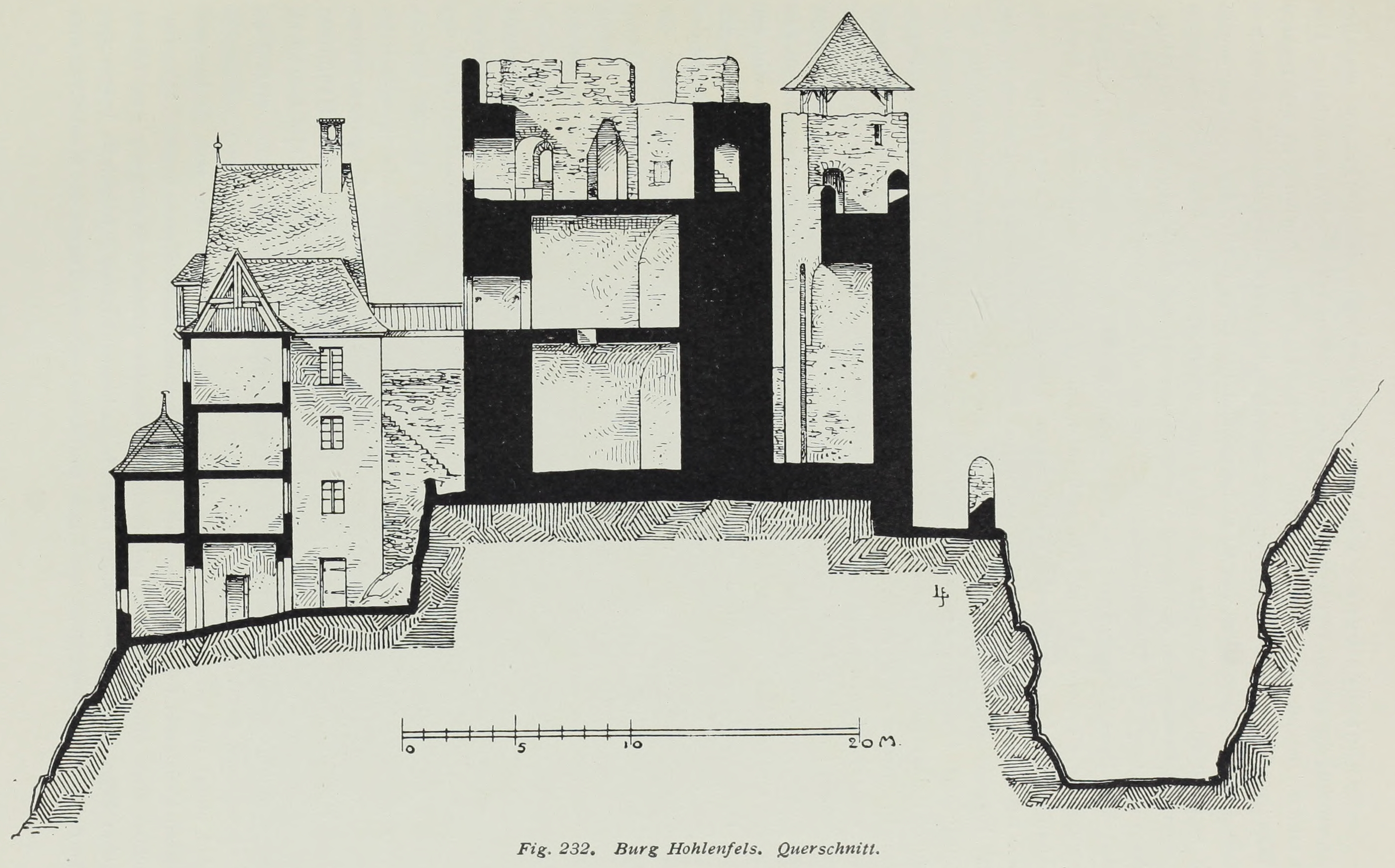
Замок в разрезе на плане реконструкции